# BioMed Central
BioMed Central (BMC) is een Britse uitgeverij die is gespecialiseerd in open access-wetenschappelijke tijdschriften. Net als de zusterbedrijven Chemistry Central en PhysMath Central publiceert het voornamelijk tijdschriften die alleen online verschijnen.
BMC werd opgericht in 2000 en is een dochterbedrijf van Springer Science+Business Media.

## Tijdschriften
- BMC Biology
- BMC Biophysics
- BMC Cancer
- BMC Cell Biology
- BMC Structural Biology